# ラカーパラメータ
原子が2つ以上の電子を持っている場合、電子の間に静電的な反発力が働く。反発の強さは、電子の数とスピン、占めている軌道に依存して変化する。反発力の合計は A、B、C という3つのパラメータで表現することができ、これら最初に記述したジュリオ・ラカーにちなんでラカーパラメータ（英: Racah parameter）と呼ぶ。
ラカーパラメータは、気相における原子の分光実験から実験的に得られている。
遷移金属化学において、ある項記号における反発エネルギーを記述する場合にラカーパラメータは用いられる。たとえば、項記号 3P の電子間反発は A + 7B、3F では A - 8B と表され、これらの差は 15B である。
スレーター積分Fkとは次の関係がある。
{\displaystyle A=F_{0}-49F_{4}}
{\displaystyle B=F_{2}-5F_{4}}
{\displaystyle C=35F_{4}}

## ラカーパラメータの決定
ラカーパラメータは自由イオンの吸収スペクトルを、結晶場理論における摂動論の計算結果と比べることに寄って決めることができる。
ただしAは、吸収スペクトルの実験で観察される準位間のエネルギー差には関係しない。
また錯体中で波動関数の動径部分が変わってBとCが変化しても、その比は自由イオンのときと変わらないと予想される。よってC/Bの値は、3d電子に対する有効電荷によらず、波動関数の広がりにもよらない。つまりC/Bの値は、BあるいはCそのものの変化ほど大きい変化を受けない。